# Departamento de Medellín
El departamento de Medellín es un extinto departamento de Colombia. Fue creado el 5 de agosto de 1908 y perduró hasta el 1 de enero de 1910, siendo parte de las reformas administrativas del presidente de la república Rafael Reyes respecto a división territorial. El departamento duró poco, pues Reyes fue depuesto en 1909 y todas sus medidas revertidas a finales del mismo año, por lo cual las 34 entidades territoriales creadas en 1908 fueron suprimidas y el país recobró la división política vigente en 1905, desapareciendo entonces Medellín como departamento y siendo reunificado el departamento de Antioquia.

## División territorial

Departamentos en los cuales fue subdividida Antioquia en 1908. Medellín en color naranja.

El departamento estaba conformado por las provincias antioqueñas de Centro, Norte y Nordeste.
Los municipios que conformaban el departamento eran los siguientes, de acuerdo al decreto 916 del 31 de agosto del año 1908:
- Provincia del Centro: Medellín (capital), Barbosa, Caldas, Concepción, Copacabana, Envigado, La Estrella, Guarne, Itagüi, Girardota, Puerto Berrío, Prado, El Retiro, Santo Domingo, San Pedro, San Roque y Yolombó.

- Provincia del Norte: Yarumal (capital), Angostura, Anorí, Campamento, Cáceres, Ituango, San Andrés y Zea.

- Provincia del Nordeste: Santa Rosa (capital), Amalfi, Carolina, Donmatías, Entrerríos, Gómez Plata, Remedios, Segovia y Zaragoza.